# Успенский, Сергей Вадимович
Сергей Вадимович Успенский (род. 11 августа 1958, Москва) — российский автогонщик, Заслуженный мастер спорта России, 16-кратный чемпион России в различных дисциплинах автоспорта, в том числе 9-кратный чемпион России по ралли. Двукратный победитель «Гонки звёзд журнала „За рулём“».

## Биография
Родился в 1958 году в г. Электросталь Московской области. Окончил Завод-ВТУЗ по специальности инженер-конструктор.
В восемнадцать лет впервые оказался за рулем кроссового грузовика. После школы, Успенский поступил в вечерний институт и, параллельно, устроился на работу в заводскую лабораторию испытаний. В лаборатории, в то время, была своя кроссовая команда в составе двух экипажей. В 1977 году попал на место уволившегося из команды пилота и получил первый разряд по автоспорту по итогам первых своих соревнованиях — на приз завода им. Лихачева.
Успенский участвовал в Чемпионате Москвы по ралли-кроссу, в Измайлове, где сразу же занял второе место, среди более опытных гонщиков. Там же получил звание кандидата в мастера спорта. После выступления в Измайлове, Успенский был приглашен в подразделение ДОСААФ при ЗИЛе.
Далее Успенский попал в профессиональную спортивную команду АЗЛК, по приглашению главы спортбюро АЗЛК, Виктора Щавелева. В составе команды АЗЛК Успенский стартовал на этапах Кубка Дружбы соцстран по ралли. Также входил в сборную команду СССР по ралли и в команду «Автоэкспорта», где выступал уже на ВАЗ-21083. Хорошо проявил себя на Gunaydin Rally of Turkey, турецком этапе чемпионата Европы по ралли 1991 года, заняв 7 место в абсолюте, и выиграв в своём классе за рулём ВАЗ-21083, после чего получил звание мастера спорта СССР международного класса.
Вскоре Успенский возвращается в институт создавать спортивную лабораторию при кафедре.
В то же время, он продолжал выступать на треке, и в 1991-м в первый раз выиграл в «Гонке звёзд» на призы журнала «За рулём», получившей в том году новое название «Русский трек», и после однолетнего перерыва вновь проводившейся с использованием шипованных шин, в 1993-м победил второй раз, когда соревнование называлось по-прежнему «Гонка звёзд», и на этот раз проводилось на нешипованных шинах. В 1991 году впервые принял участие в ледовой гонке за рубежом, на этапе французского зимнего кубка «Андрос Трофи» за рулём Lancia Delta S4. В 2000 году во время участия в болгарском «Ралли Албена», этапе чемпионата Европы по ралли, за рулём Subaru Impreza WRC сбил насмерть двух зрителей. 
В 2005 году Успенский вместе с автогонщиком Александром Доросинским основал сильную раллийную команду Subaru Team Russia, которую даже называли в прессе сборной России по ралли.
Сергей Успенский — вице-президент Российской автомобильной федерации. До 2018 года генеральный директор Группы Компаний «У Сервис+». Руководитель раллийной команды «URT», занимающейся подготовкой автомобилей Subaru для ралли и кольцевых автогонок.

## Спортивная карьера

### Победы в России
- 1991 — победитель Гонки Звёзд «За рулём»[4]
- 1993 — победитель Гонки Звёзд «За рулём»[4]
- 1994 — чемпион России по зимним трековым гонкам
- 1995 — чемпион России по зимним трековым гонкам[14]
- 1997 — чемпион России по ралли[15], Чемпион России по автомобильным кольцевым гонкам[16]
- 1998 — победитель трёхэтапного монокубка «Ока-СеАЗ»[17]
- 1998 — чемпион России по ралли[18]
- 1999 — чемпион России по ралли, обладатель премии «Лучший гонщик» журнала «За рулём»[19]
- 2000 — чемпион России по зимним трековым гонкам, вице-чемпион России по ралли[20]
- 2001 — чемпион России по зимним трековым гонкам
- 2002 — чемпион России по зимним трековым гонкам
- 2003 — чемпион России по зимним трековым гонкам, вице-чемпион России по ралли
- 2004 — чемпион России по ралли[21].
- 2005 — чемпион России по ралли.
- 2012 — чемпион России по ралли.
- 2016 — чемпион России по ралли.
- 2018 — чемпион России по ралли.
- 2022 — вице-чемпион этапа кубка Мира по бахам «Россия - Северный лес».

### Зарубежная спортивная карьера
- 1997 — бронзовый призёр этапа чемпионата Европы по ралли (Elpa Rally Halkidiki, Греция)
- 2003 — 3 место в абсолютном зачете на ралли Сааремаа, 8-м этапе чемпионата Эстонии и Кубка Балтии.
- 2004 — международное ралли South Estonian Winter Rally, 1-й этап чемпионата Эстонии, 5-й в абсолюте и 4-й в группе N.
- 2004 — 8 место в абсолютном зачете на ралли Сааремаа, 7-м этапе чемпионата Эстонии и Кубка Балтии.
- 2004 — Ралли Мексики, этап чемпионата мира по ралли, 20-й в абсолютном зачете и 10-й в N4.
- 2005 — Ралли Кипра, чемпионат мира по ралли, 24-й в абсолютном зачете и 12-й в зачете N4.
- 2013 — участник ралли-рейда в Марокко — Oilibya Rally of Morocco 2013.
- 2014 — участник ралли-рейда Africa Eco Race 2014[22][23]
- 2016 — участник ралли-рейда «Шёлковый путь»
- 2019 — участник ралли-рейда «Шёлковый путь»